# Sektion Otterfing des Deutschen Alpenvereins
Die Sektion Otterfing des Deutschen Alpenvereins (DAV) e. V. (kurz: DAV Otterfing) ist eine Sektion des Deutschen Alpenvereins im Landkreis Miesbach. Sie hat 3.074 Mitglieder (Stand: 31. Dezember 2024). Damit zählt sie zu den kleineren Sektionen des Deutschen Alpenvereins. Die Mitglieder kommen vorwiegend aus dem Raum Otterfing, Holzkirchen, Sauerlach und Umgebung. Die Sektion Otterfing wurde am 10. Januar 1971 als Ortsgruppe Otterfing der Sektion Wolfratshausen des DAV gegründet und ist seit dem 6. Dezember 1980 eine eigenständige Sektion des DAV.

## Geschichte
Anfang der 1970er Jahre gab es unter Otterfinger Bergsportlern den Wunsch, sich alpenvereinsmässig zu organisieren. Der DAV verwies damals auf die Sektion Wolfratshausen des DAV, da Otterfing zu diesem Zeitpunkt zum Landkreis Wolfratshausen gehörte. Die Vorsitzenden der Sektion Wolfratshausen (Heinz Hesselbarth und Georg Schwankerl) stimmten dem schließlich zu. Am 10. Januar 1971 gründeten 24 Bergfreunde die Ortsgruppe Otterfing der Sektion Wolfratshausen des DAV. 10 Jahre später hatte die Ortsgruppe bereits über 200 Mitglieder aus dem Raum Otterfing – Holzkirchen – Sauerlach. Zudem gehörte Otterfing inzwischen dem Landkreis Miesbach an. So kam der Wunsch nach Eigenständigkeit von der über 20 km entfernten Sektion Wolfratshausen auf. Dieser Wunsch wurde wiederum von der Sektionsleitung der Sektion Wolfratshausen unterstützt. Am 6. Dezember 1980 wurde die Ortsgruppe zur eigenständigen Sektion Otterfing des Deutschen Alpenvereins. 1993 übernahm die Sektion die Gamshütte in den Zillertaler Alpen von der Sektion Berlin des DAV. Im Jahr 2002 war die Sektion eines der Gründungsmitglieder des Trägervereins, der das DAV Kletter- und Boulderzentrum Oberbayern Süd in Bad Tölz betreibt.

## Einrichtungen der Sektion

### Hütte der Sektion

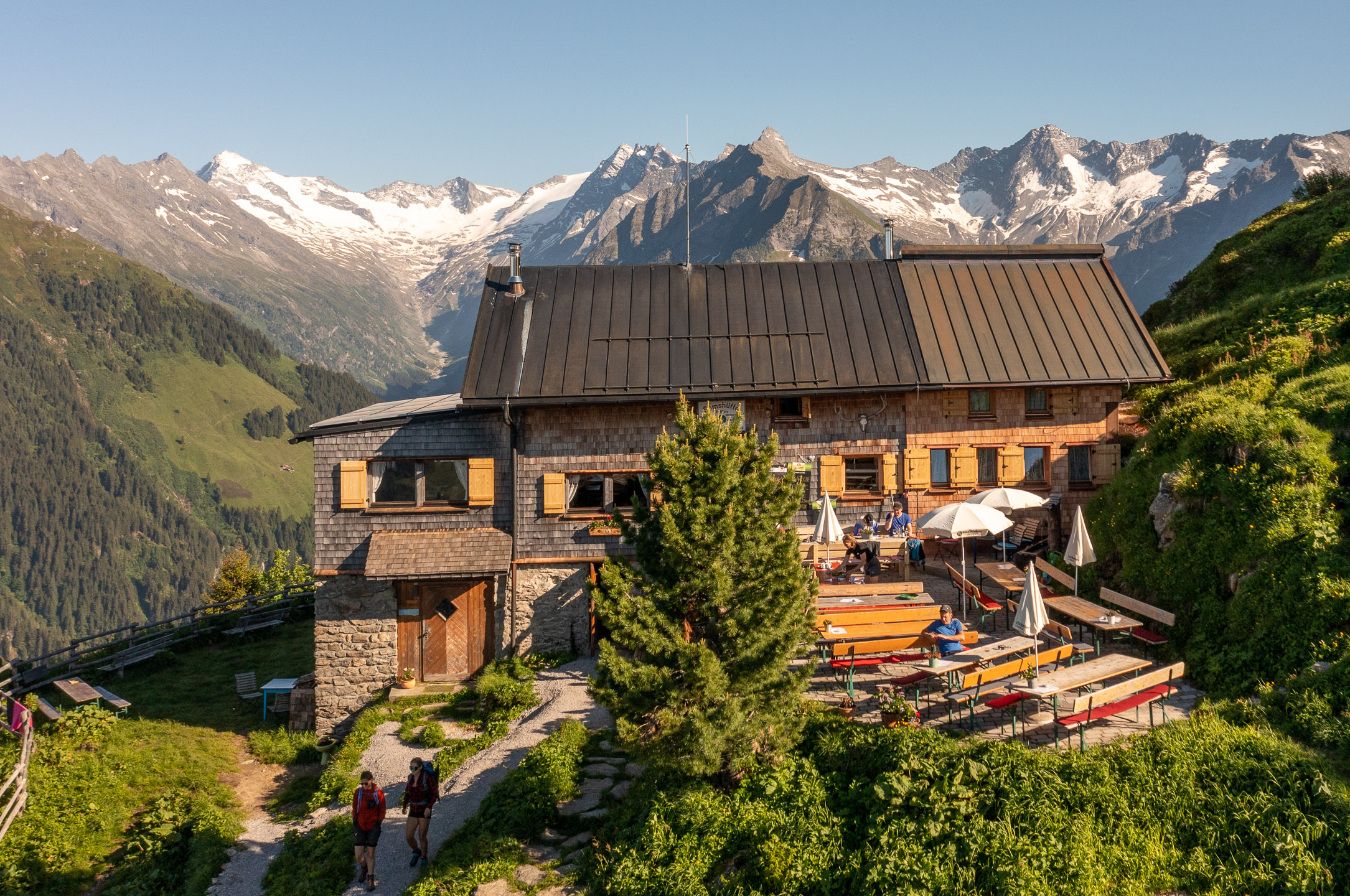
Die Gamshütte im Zillertal im Juni 2022

Die Gamshütte auf 1921 m ü. A. Höhe im Zillertal wurde von der Sektion Otterfing im Jahre 1993 gekauft. 2015 wurde eine Kläranlage mit biologischer Endstufe hinzugefügt und 2020/2021 wurde sie saniert und renoviert. Die Renovierung umfasste einen Anbau mit Räumen für die Pächter, neue Sanitärräume und eine neue Photovoltaik-Anlage.

### Kletterzentrum
Die Sektion Otterfing war 2002 Gründungsmitglied des Trägervereins, der das DAV Kletter- und Boulderzentrum Oberbayern Süd in Bad Tölz betreibt. Die weiteren Sektionen des Trägervereins sind:
- Sektion Lenggries
- Sektion Miesbach
- Sektion Tegernsee
- Sektion Tölz
- Sektion Waakirchen
- Sektion Wolfratshausen

Die Kletterhalle wurde 2004 eröffnet. Die Boulderhalle wurde 2019 gebaut und am 8. Juni 2020 eröffnet. Das Kletterzentrum weist 2025 m² Boulder- und Kletterfläche auf, davon 1050 m² Indoorklettern und 450 m² Outdoorklettern. Die Boulderfläche beträgt 525 m².

### Boulderstage
Seit März 2025 betreibt die DAV-Sektion Otterfing eine Boulderstage im Sportzentrum Otterfing.

## Touren- und Ausbildungsprogramm der Sektion Otterfing
Das Touren- und Ausbildungsprogramm der Sektion Otterfing umfasst in den letzten Jahren etwa 100 Veranstaltungen, die von ca. 25 ehrenamtlichen Trainern und Fachübungsleitern angeboten werden, in folgenden Bereichen (ohne Anspruch auf Vollständigkeit):
- Skibergsteigen und Skitouren
- Skihochtouren
- LVS-Kurse
- Erste Hilfe-Training im Gelände
- Bergtouren
- Hochtouren
- Wanderungen
- Klettern
- Klettern in der Kletterhalle
- MTB-Touren und -Etappentouren wie Alpencross
- MTB-Fahrtechniktraining

## Vorsitzende und Ehrenmitglieder
| Sektionsvorsitzende | Sektionsvorsitzende |
| Amtszeit            | Name                |
| ------------------- | ------------------- |
| 1971 bis 1992       | Hans Schaal         |
| 1993 bis 2006       | Johann Fischhaber   |
| 2007 bis 2012       | Thomas Lehn         |
| 2012 bis 2021       | Robert Blümke       |
| 2022 bis 2025       | Julia Baldauf       |
| seit 2025           | Thomas Hüttl        |

Ehrenmitglieder
- Hans Schaal
- Johann Fischhaber
- Robert Blümke seit der Jahreshauptversammlung am 28. April 2023